# Grand-Théâtre de Verviers

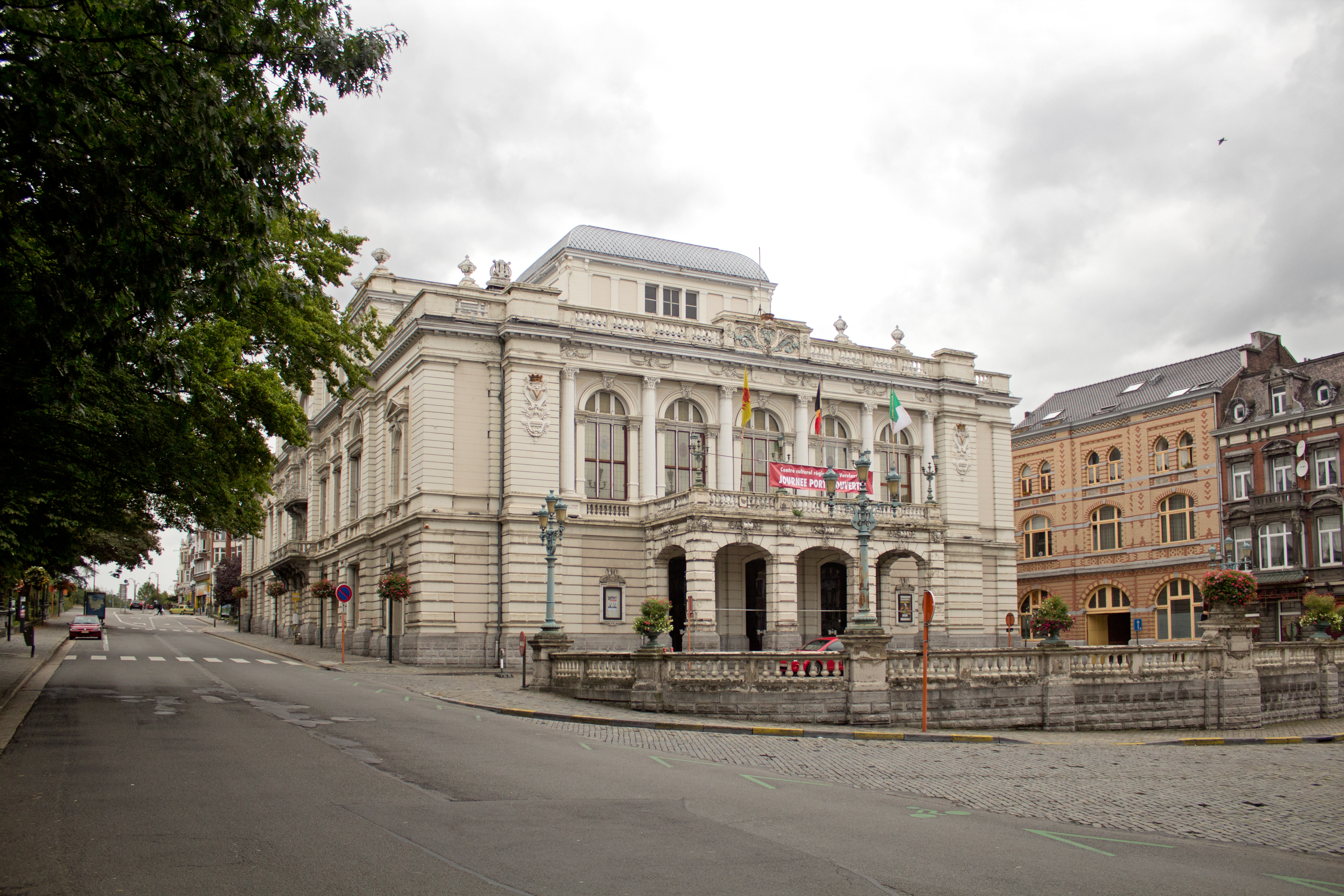
Grand-Théâtre

Het Grand-Théâtre de Verviers is een schouwburg in de Belgische stad Verviers, gelegen aan de Rue du Théâtre.

## Geschiedenis
Een eerste theater werd te Verviers gebouwd in 1820 aan het Place Verte, en dit stond in de volksmond bekend als la Bonbonnière. Tussen 1892 en 1897 werd een nieuw theater gebouwd in neoclassicistische stijl, naar ontwerp van Charles Thirion.
Het is een groot gebouw op rechthoekige plattegrond en het feit dat het bij de oplevering volledig geëlektrificeerd was, maakte het uniek voor die tijd. Het is een groot theater in Italiaanse stijl. Het interieur gelijkt sterk op dat van de Koninklijke Muntschouwburg te Brussel. De versiering is in neo-Lodewijk XIV-stijl en het plafond bevat schilderingen van mythologische figuren, vervaardigd door Emile Berchmans.
Het theater kende grote successen, maar ook ernstige problemen die te maken hadden met de twee wereldoorlogen, de Crisis van de jaren 30 en, in de jaren '80 van de 20e eeuw, de afbouw van subsidies. Dit leidde er toe dat het gebouw in slechte staat ging verkeren en in 2015 viel er gesteente naar beneden, waardoor men genoodzaakt was het gebouw te sluiten.
In 2016 werd het gebouw echter geklasseerd als Patrimoine immobilier exceptionnel de la Région wallonne, en het huidige plan (2018) omvat een gehele restauratie en een uitbreiding aan de stationszijde van het gebouw. De werkzaamheden zouden in 2022 een aanvang nemen en in 2026 wordt de opening van het gerenoveerde gebouw verwacht.